# Rudolf Harzer
Rudolf Harzer (* 25. August 1899 in Oelsnitz/Vogtl.; † 19. Dezember 1959 in Dresden) war ein deutscher Jurist und Präsident des Evangelisch-Lutherischen Landeskirchenamts Sachsen.

## Leben
Harzer besuchte das humanistische Königliche Gymnasium Dresden-Neustadt. Von 1917 bis 1918 war er als Soldat an der Front eingesetzt. Er studierte Rechtswissenschaften an der Universität Leipzig und der Philipps-Universität Marburg. Während seines Studiums wurde er 1919 Mitglied der Burschenschaft Suevia Leipzig und 1921 der Burschenschaft Sigambria Marburg im ADB. 1924 promovierte er zum Dr. jur. 1933 wurde er Mitglied der Deutschen Christen, arbeitete aber ab 1935 mit Vertretern der Bekennenden Kirche zusammen. Am 16. Dezember 1937 beantragte er die Aufnahme in die NSDAP und wurde rückwirkend zum 1. Mai desselben Jahres aufgenommen (Mitgliedsnummer 5.823.727). Von 1957 bis 1959 war er Präsident des Evangelisch-Lutherischen Landeskirchenamts Sachsen. Er verstarb 1959 und wurde auf dem Trinitatisfriedhof beigesetzt.